# Parlamentswahl in Grönland 2013
- PI: 2
- IA: 11
- S: 14
- D: 2
- A: 2

Die Parlamentswahl in Grönland 2013 war die elfte Wahl zum Inatsisartut, dem grönländischen Parlament. Die Wahl fand am 12. März 2013 statt.

## Wahlrecht
Die 31 Abgeordneten des Inatsisartut wurden unter Anwendung des Verhältniswahlrechts bestimmt. Es gab nur einen Wahlkreis und alle Kandidaten traten landesweit an. Die Sitzzuteilung erfolgt nach dem D’Hondt-Verfahren.

## Ausgangslage
Infolge des Ergebnisses der letzten Parlamentswahl wurde 2009 das Kabinett Kleist unter Führung von Kuupik Kleist (IA) gebildet, welches über die gesamte Legislaturperiode hinweg bis zur Neuwahl des Inatsisartut amtierte. Es war das erste Mal seit 18 Jahren, dass ein Kabinett vier Jahre lang regierte.

## Teilnehmende Parteien
Zur Wahl traten sechs verschiedene Parteien an. Die Sorlaat Partiiat war nach der gescheiterten Wahl 2009 wieder aufgelöst worden. Stattdessen trat erstmals die Partii Inuit an.
| Partei | Partei                    | Kürzel | Deutsche Bedeutung               | Ausrichtung                                   | Vorsitzender        |
| ------ | ------------------------- | ------ | -------------------------------- | --------------------------------------------- | ------------------- |
|        | Inuit Ataqatigiit         | IA     | Gemeinschaft der Inuit           | demokratisch-sozialistisch                    | Kuupik Kleist       |
|        | Siumut                    | S      | Vorwärts                         | sozialdemokratisch                            | Aleqa Hammond       |
|        | Demokraatit               | D      | Demokraten                       | sozialliberal                                 | Jens B. Frederiksen |
|        | Atassut                   | A      | Gemeinsinn                       | konservativ, wirtschaftsliberal, unionistisch | Gerhardt Petersen   |
|        | Kattusseqatigiit Partiiat | KP     | Partei der Einigkeitsvereinigung | konservativ, populistisch                     | Anthon Frederiksen  |
|        | Partii Inuit              | PI     | Partei der Wurzeln               | separatistisch, ökosozialistisch              | Nikku Olsen         |

## Kandidaten
Bei der Wahl traten 222 Kandidaten an, die sich folgendermaßen auf die sechs Parteien verteilten:
| Partei                    | Kandidaten |
| ------------------------- | ---------- |
| Inuit Ataqatigiit         | 46         |
| Siumut                    | 54         |
| Demokraatit               | 17         |
| Atassut                   | 25         |
| Kattusseqatigiit Partiiat | 8          |
| Partii Inuit              | 17         |
| Einzelkandidaten          | 1          |

Bis auf Storm Ludvigsen, Josef Motzfeldt (beide Inuit Ataqatigiit), Malik Berthelsen, Akitsinnguaq Olsen (beide Siumut) und Niels Thomsen (Demokraatit) kandidierten alle bisherigen Abgeordneten erneut. Von denjenigen, die in der letzten Wahlperiode als Nachrücker Mitglied gewesen waren, verzichteten Debora Kleist, Emilie Kunnak, Peter Lyberth, Jane Petersen, Ivalo Thorin (alle Inuit Ataqatigiit), Bitten Høegh-Dam (Siumut), Jørgen-Ole Nyboe Nielsen (Demokraatit), Naja Petersen (Atassut), Jens-Jørgen Broberg und Loritha Henriksen (beide Kattusseqatigiit Partiiat) auf eine erneute Kandidatur. Dazu kamen Anemarie Schmidt Hansen, Kalistat Lund, Johan Lund Olsen, Naimanngitsoq Petersen (alle Inuit Ataqatigiit), Lars-Emil Johansen, Vittus Mikaelsen, Tom Ostermann (alle Siumut), Godmand Rasmussen (Atassut) und Villy Olsvig (Kattusseqatigiit Partiiat), die in vorherigen Legislaturperioden im Inatsisartut saßen, 2009 aber nicht antraten oder nicht gewählt wurden.

## Ergebnis
Die zuletzt nur zweitstärkste Partei Siumut erreichte ihr bisher bestes Ergebnis seit der Wahl 1984 und gewann die Wahlen mit großem Vorsprung vor der bisher stärksten Kraft Inuit Ataqatigiit, welche deutliche Stimmenverluste zu verzeichnen hatte. Auch die kleineren Parteien Demokraatit, Atassut und Kattusseqatigiit Partiiat verloren merklich. Letztere ist nicht mehr im Inatsisartut vertreten. Die neu gegründete Partii Inuit zog mit zwei Sitzen ins Parlament ein.
| Partei            | Partei                    | Stimmen | Stimmen | Stimmen | Sitze  | Sitze |
| Partei            | Partei                    | Anzahl  | %       | +/−     | Anzahl | +/−   |
| ----------------- | ------------------------- | ------- | ------- | ------- | ------ | ----- |
|                   | Siumut                    | 12.910  | 43,2    | +16,4   | 14     | +5    |
|                   | Inuit Ataqatigiit         | 10.374  | 34,7    | −9,4    | 11     | −3    |
|                   | Atassut                   | 2.454   | 8,2     | −2,7    | 2      | −1    |
|                   | Partii Inuit              | 1.930   | 6,5     | +6,5    | 2      | +2    |
|                   | Demokraatit               | 1.870   | 6,3     | −6,5    | 2      | −2    |
|                   | Kattusseqatigiit Partiiat | 326     | 1,1     | −2,7    | —      | −1    |
|                   | Unabhängige Kandidaten    | 9       | 0,03    | −0,22   | —      | —     |
| Gesamt            | Gesamt                    | 29.873  | 100,0   |         | 31     | ±0    |
| Gültige Stimmen   | Gültige Stimmen           | 29.873  | 99,0    |         |        |       |
| Ungültige Stimmen | Ungültige Stimmen         | 263     | 1,0     |         |        |       |
| Wahlbeteiligung   | Wahlbeteiligung           | 30.136  | 74,2    |         |        |       |
| Wahlberechtigte   | Wahlberechtigte           | 40.613  | 100,0   |         |        |       |
| Quelle:           |                           |         |         |         |        |       |

## Folgen
Aleqa Hammond (Siumut) wurde am 5. April 2013 neue grönländische Ministerpräsidentin. Die Siumut bildete zusammen mit der Atassut und der Partii Inuit die neue Koalitionsregierung Hammond I.